# Tengerifű

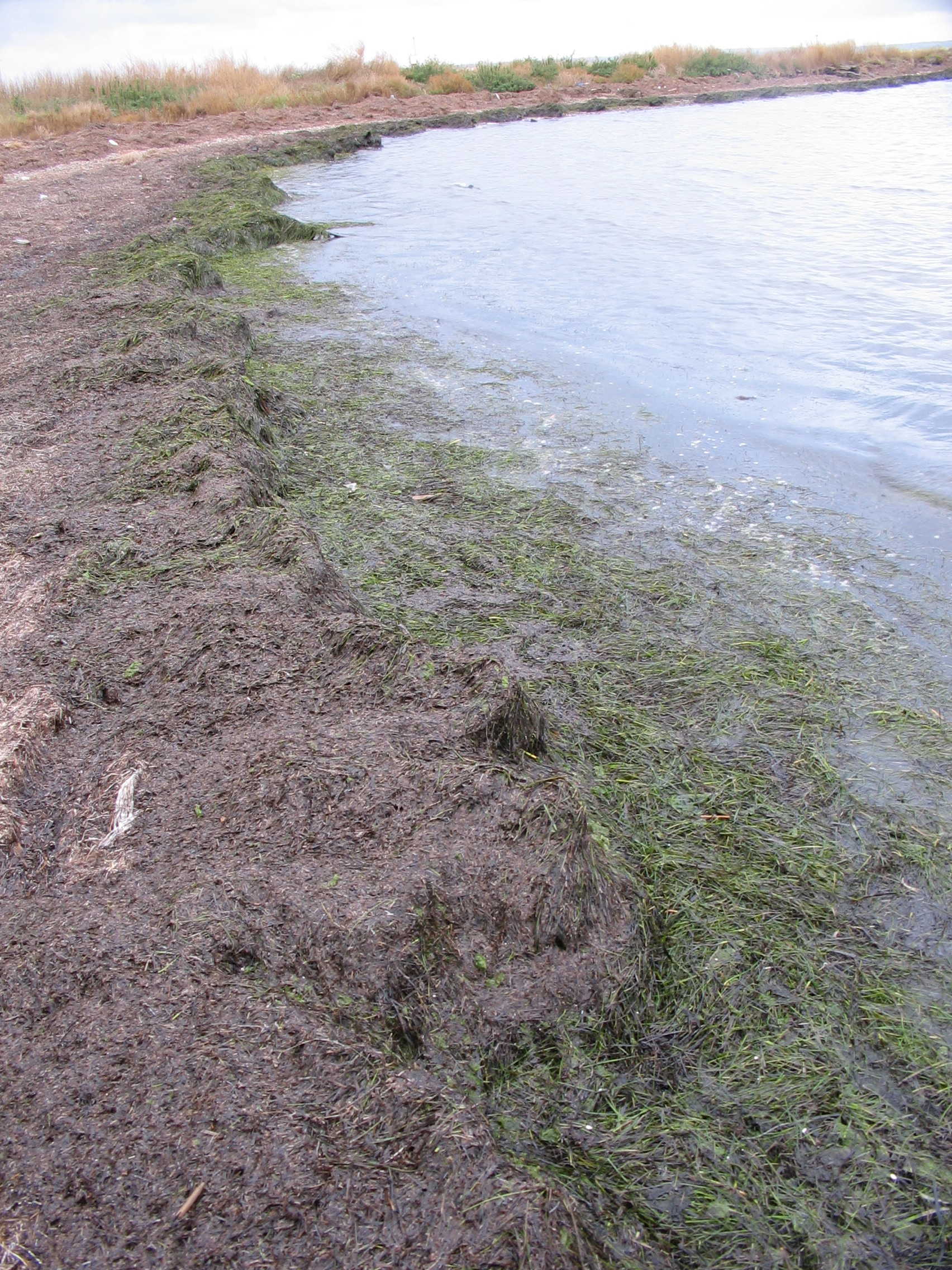
Zostera noltii mező

A tengerifű (Zostera) az egyszikűek (Liliopsida) osztályának hídőrvirágúak (Alismatales) rendjébe, ezen belül a tengerifűfélék (Zosteraceae) családjába tartozó nemzetség.

## Élőhelye és előfordulása
A tengerpartokon állandóan vízzel borított homokos vagy iszapos talajokon gyakori, sokszor a folyótorkolatok brakkvizében is megjelenik. Képes elviselni az ozmózisnyomás változását, amikor a torkolatoknál a víz sótartalma változik. A legtöbb faj évelő növény. E tengerifűféléknek zöld, szalagszerű leveleik vannak, amelyek 1 centiméter szélesek. Az ágas, fehér gyöktörzsből rövid szárak nőnek ki. A virágok a levelek tövénél helyezkednek el, a termés hólyagszerű, a vízzel sodródik.
A tengerifűmezők fontosak, mert megkötik a víz alatti talajt, és sok élőlénynek táplálékforrásul és búvóhelyül szolgálnak. A vadludak és vadrécék is szívesen legelik őket.
A Labyrinthula zosterae penész nagy károkat okoz a tengerifűfélék között, főleg a közönséges tengerifű (Zostera marina) esetében. Ha ez a penész megjelenik egy helyen, ottan erősen csökken a tengerifű-állomány, és mivel sok élőlénynek fontos ez a növény, ezek létszáma is megfogyatkozik.

## Felhasználása
A Sonora-sivatag szélén élő seri indiánok fogyasztották ezeket a növényeket. A gyöktörzset és a levéltövet frissen vagy szárítva, tésztaként elkészítve ették. Az utóbbit téli fogyasztásra készítették. A seri nyelvben sok szó utal a növényre vagy gyűjtésére. Az április e nyelven „xnoois ihaat iizax”, azaz „a hónap, amelyen a tengerifű mag megérik”. Egyes helyeken a tengerifüvet a szarvashús füstölésére is felhasználták. Csomagolásra, matractölteléknek és házfedelekhez is használták, főleg a Barnegat-öböl térségben. Mára egy betegség következtében e térségben a tengerifű kipusztult, bár vannak jelei, hogy a visszatérhet.

## Rendszerezés
A nemzetségbe az alábbi 16 faj tartozik:
- Zostera angustifolia (Hornem.) Rchb., Icon. Fl. Germ. Helv. 7: 3 (1845)
- Zostera asiatica Miki, Bot. Mag. (Tokyo) 46: 776 (1932)
- Zostera caespitosa Miki, Bot. Mag. (Tokyo) 46: 780 (1932)
- Zostera capensis Setch., Proc. Natl. Acad. U.S.A. 19: 815 (1933)
- Zostera capricorni Asch., Sitzungsber. Ges. Naturf. Freunde Berlin 1876: 11 (1876)
- Zostera caulescens Miki, Bot. Mag. (Tokyo) 46: 779 (1932)
- Zostera chilensis (J.Kuo) S.W.L.Jacobs & Les, Telopea 12: 422 (2009)
- Zostera japonica Asch. & Graebn. in H.G.A.Engler (ed.), Pflanzenr., IV, 11: 32 (1907)
- közönséges tengerifű (Zostera marina) L., Sp. Pl.: 968 (1753) - típusfaj
- Zostera mucronata Hartog, Verh. Kon. Ned. Akad. Wetensch., Afd. Natuurk., Sect. 2, 59(1): 91 (1970)
- Zostera muelleri Irmisch ex Asch., Linnaea 35: 168 (1867)
- Zostera nigricaulis (J.Kuo) S.W.L.Jacobs & Les, Telopea 12: 422 (2009)
- Zostera noltii Hornem. in G.C.Oeder & al. (eds.), Fl. Dan. 12(35): 1, t. 2041 (1832)
- Zostera novazelandica Setch., Proc. Natl. Acad. U.S.A. 19: 816 (1933)
- Zostera polychlamys (J.Kuo) S.W.L.Jacobs & Les, Telopea 12: 423 (2009)
- Zostera tasmanica M.Martens ex Asch., Sitzungsber. Ges. Naturf. Freunde Berlin 1867: 15 (1867)

## Fordítás
- Ez a szócikk részben vagy egészben  a   Zostera című angol Wikipédia-szócikk ezen változatának fordításán alapul.  Az eredeti cikk szerkesztőit annak laptörténete sorolja fel. Ez a jelzés csupán a megfogalmazás eredetét és a szerzői jogokat jelzi, nem szolgál a cikkben szereplő információk forrásmegjelöléseként.